# Зиядет-Аллах I
Зиядет-Аллах I (Абу Мухаммад Зиядет-Аллах ибн Ибрахим; араб. زيادة الله الأول‎) — эмир Ифрикии из династии Аглабидов (817—838).

## Биография
Абу Мухаммад Зиядет-Аллах наследовал за своим братом Абдаллахом I (812—817). Во время его правления отношения между правящей династией, законниками и арабскими войсками оставались напряженными. Когда Зиядет-Аллах попытался распустить арабские отряды в 824 году, это привело к серьезным восстаниям в Тунисе, которые удалось подавить только к 836 году с помощью берберов.
Зиядет-Аллах начал кампании в Италии в попытке найти применение беспокойным арабским войскам, и по этой причине в 827 году началось постепенное завоевание Сицилии у Византии под руководством кади Асада ибн аль-Фурата. Хотя первоначальное вторжение было отражено византийцами, арабы сумели в 831 году завоевать Палермо. Борьба за власть в материковой Италии предоставила дополнительную возможность для завоеваний и грабежа. Так, призыв о помощи от герцога Неаполя Бона позволил арабам закрепиться на юге Италии и начать рейды против христиан.
Экономическое здоровье государства, несмотря на политические волнения, позволило провести значительную строительную программу. Мечеть Укба ибн Нафи в Кайруане была отремонтирована и переоборудована, а сам город укреплен.
После смерти Зиядет-Аллаха эмиром стал его брат Абу Икаль ибн аль-Аглаб (838—841).

## В массовой культуре
- Халид Абол Нага[англ.] сыграл роль Зиядет-Аллаха I в телесериале «Викинги» (5 сезон).